# Freedom Caucus
Le Freedom Caucus est un groupe parlementaire du Congrès des États-Unis de sensibilité ultra-conservatrice. Fondé en 2015, issu d'une scission du Republican Study Committee, il est composé de membres républicains de la Chambre des Représentants et est présidé par Andy Harris depuis septembre 2024.
Sympathisant du mouvement du Tea Party, le groupe se situe à droite de l'échiquier politique républicain et se caractérise, idéologiquement parlant, par une ligne politique ultra-conservatrice à la fois d'un point de vue économique (conservatisme fiscal) et sociétal (conservatisme sociétal).

## Histoire
Le Freedom Caucus est créé le 26 janvier 2015 par 9 membres républicains de la Chambre des représentants des États-Unis : Justin Amash, Ron DeSantis, John Fleming, Scott Garrett, Jim Jordan, Raúl Labrador, Mark Meadows, Mick Mulvaney et Matt Salmon. Certains membres du groupe choisissent de quitter le Republican Study Committee, devenu selon eux « trop large », d'autres en restent membre. Le principal objectif du Freedom Caucus est de promouvoir des lois visant à limiter la taille du gouvernement fédéral.
Le Freedom Caucus n'hésite pas à critiquer la direction du Parti républicain, qu'il juge trop encline au compromis. L'opposition du groupe à sa hiérarchie est considérée comme l'une des principales raisons de la démission de John Boehner, président de la Chambre des représentants, en septembre 2015,. Le favori à sa succession, Kevin McCarthy, deuxième dans la hiérarchie républicaine de la Chambre, renonce à se présenter face à l'opposition du Freedom Caucus qui préfère soutenir Daniel Webster. Paul Ryan remporte finalement la primaire interne au parti face à Webster (200 voix contre 43), mais neuf membres du Freedom Caucus votent à nouveau pour Webster lors du scrutin public pour la présidence de la Chambre,.
Face à ces « obstructionnistes », l'establishment du Parti républicain choisit de soutenir des candidats plus modérés lors des primaires de 2016 et parvient notamment à faire battre Tim Huelskamp.
En mars 2017, une proposition de loi républicaine (American Health Care Act) est déposée pour réformer l'Obamacare. Plus de 25 membres du Freedom Caucus annoncent qu'ils voteront contre ce projet, estimant qu'il s'agit d'un « Obamacare light ». Faute de soutien suffisant, Paul Ryan repousse la réforme. Le président Donald Trump accuse alors le Freedom Caucus d'avoir sauvé Planned Parenthood et l'Obamacare. Après des modifications, le groupe apporte son soutien au texte qui est adopté par la Chambre des représentants au mois de mai,.
En janvier 2023, alors que le parti républicain a la majorité au Congrès, il entrave la nomination de Kevin McCarthy comme président de la Chambre, le considérant insuffisamment radical dans ses positions, le traitant de vendu et l’assimilant au « plus grand des alligators dans le marais washingtonien qu’il s’agit d’assécher ».

## Membres

Carte des sièges occupés par un membre du Freedom Caucus durant le.

### Membres actuels[Quand?]
- Justin Amash (Michigan)[14],[15]
- Brian Babin (Texas)[15]
- Rod Blum (Iowa)[14],[15]
- Dave Brat (Virginie)[14],[15]
- Jim Bridenstine (Oklahoma)[14],[15]
- Mo Brooks (Alabama)[14],[15]
- Ken Buck (Colorado)[14],[15]
- Warren Davidson (Ohio)[15]
- Ron DeSantis (Floride)[14],[15]
- Scott DesJarlais (Tennessee)[14],[15]
- Jeff Duncan (Caroline du Sud)[14],[15]
- Trent Franks (Arizona)[14],[15]
- Tom Garrett (Virginie)[15]
- Paul Gosar (Arizona)[14],[15]
- Morgan Griffith (Virginie)[14],[15]
- Andy Harris (Maryland)[14],[15]
- Jody Hice (Géorgie)[14],[15]
- Jim Jordan (Ohio)[14],[15]
- Raúl Labrador (Idaho)[14],[15]
- Mark Meadows (Caroline du Nord)[14],[15]
- Alex Mooney (Virginie-Occidentale)[14],[15]
- Gary Palmer (Alabama)[14],[15]
- Steve Pearce (Nouveau-Mexique)[14],[15]
- Scott Perry (Pennsylvanie)[14],[15]
- Bill Posey (Floride)[14],[15]
- Mark Sanford (Caroline du Sud)[14],[15]
- David Schweikert (Arizona)[14],[15]
- Randy Weber (Texas)[14],[15]
- Ted Yoho (Floride)[14],[15]

### Anciens membres
- Curt Clawson (Floride), ne se représentante pas en 2016[16]
- John Fleming (Louisiane), candidat au Sénat en 2016[17],[18]
- Scott Garrett (New Jersey), battu en 2016[19]
- Tim Huelskamp (Kansas), battu en 2016[7]
- Barry Loudermilk (Géorgie), ne renouvelle pas son adhésion en 2017[20]
- Cynthia Lummis (Wyoming), ne se représentante pas en 2016[18]
- Tom McClintock (Californie), quitte le groupe en 2015 sur un désaccord stratégique[21]
- Mick Mulvaney (Caroline du Sud), devient directeur du Bureau de la gestion et du budget en 2017[22]
- Ted Poe (Texas), quitte le groupe en 2017 après l'échec du AHCA[21],[23]
- Reid Ribble (Wisconsin), quitte le groupe en 2015 après la démission de John Boehner[21]
- Keith Rothfus (Pennsylvanie), quitte le groupe en 2016[24]
- Matt Salmon (Arizona), ne se représentante pas en 2016[18]
- Marlin Stutzman (Indiana), candidat au Sénat en 2016[18]